# Панола (окръг, Тексас)
Окръг Панола (на английски: Panola County) е окръг в щата Тексас, Съединени американски щати. Площта му е 2126 km², а населението - 22 756 души (2000). Административен център е град Картидж.